# Amazonides rufescens
Amazonides rufescens là một loài bướm đêm trong họ Noctuidae.